# Leugny (Vienne)
Leugny is een gemeente in het Franse departement Vienne (regio Nouvelle-Aquitaine) en telt 416 inwoners (2004). De plaats maakt deel uit van het arrondissement Châtellerault.

## Geografie
De oppervlakte van Leugny bedraagt 15,7 km², de bevolkingsdichtheid is 26,5 inwoners per km². De plaats ligt aan de Creuse.
De onderstaande kaart toont de ligging van Leugny (Vienne) met de belangrijkste infrastructuur en aangrenzende gemeenten.

## Demografie
Onderstaande figuur toont het verloop van het inwonertal (bron: INSEE-tellingen).